# Định lý Monge

Định lý Monge

Trong hình học phẳng, định lý Monge, đặt tên theo Gaspard Monge, định lý này có nội dung như sau:
Cho ba đường tròn trong một mặt phẳng, không có đường tròn nào nằm trong đường tròn khác, khi đó giao điểm của các cặp tiếp tuyến ngoài của hai đường tròn sẽ tạo thành ba điểm thẳng hàng.
Định lý Monge được chứng minh bằng định lý Desargues, và định lý Menelaus. Định lý Monge được sử dung rất nhiều trong chứng minh các bài toán liên quan đến đường tròn.